# Tjocknäbbad strandpipare
Tjocknäbbad strandpipare (Anarhynchus wilsonia) är en amerikansk fågel i familjen pipare inom ordningen vadarfåglar. Den har en ovanligt kraftig näbb för att vara en pipare, specialiserad på att äta små krabbor.

## Utseende och läte
Tjocknäbbad strandpipare är en 17-20 centimeter lång vadare med stor och kraftig näbb. Ovansidan är huvudsakligen mörkgrå med ett kort vitt vingband och vita sidor på stjärten. Undersidan är vit förutom ett bröstband. Benen är skära, färggladare under häckning. Häckande hane har svart bröstband, tygel och panna samt en rostfärgad ansiktsmask. Hona och hane utanför häckningstid har en liknande dräkt, men det svarta är ersatt av brunt eller rödbrunt. Ungfågeln har ofta ett ofullständigt bröstband. Lätet är en ljus och svag vissling.

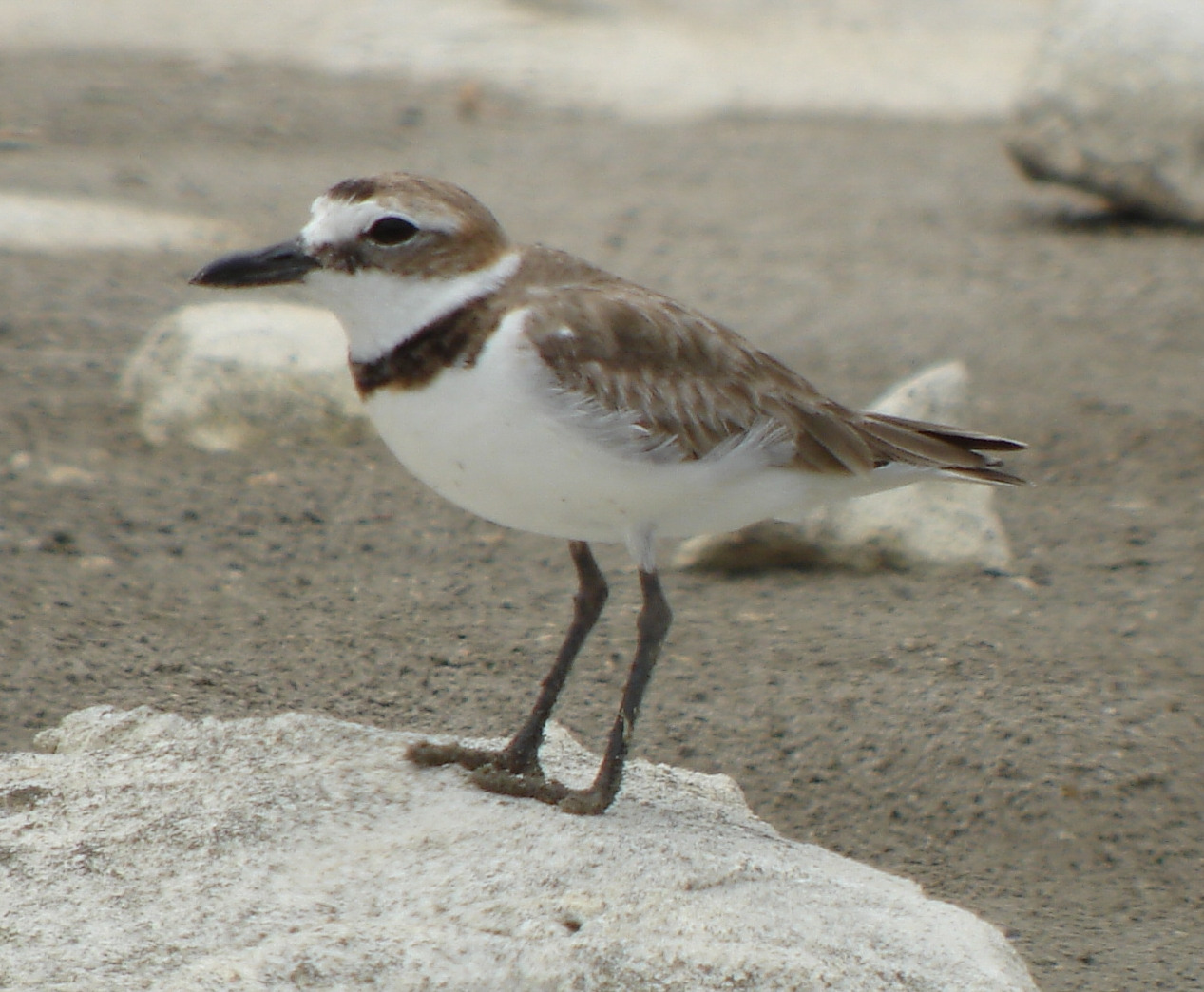
Juvenil
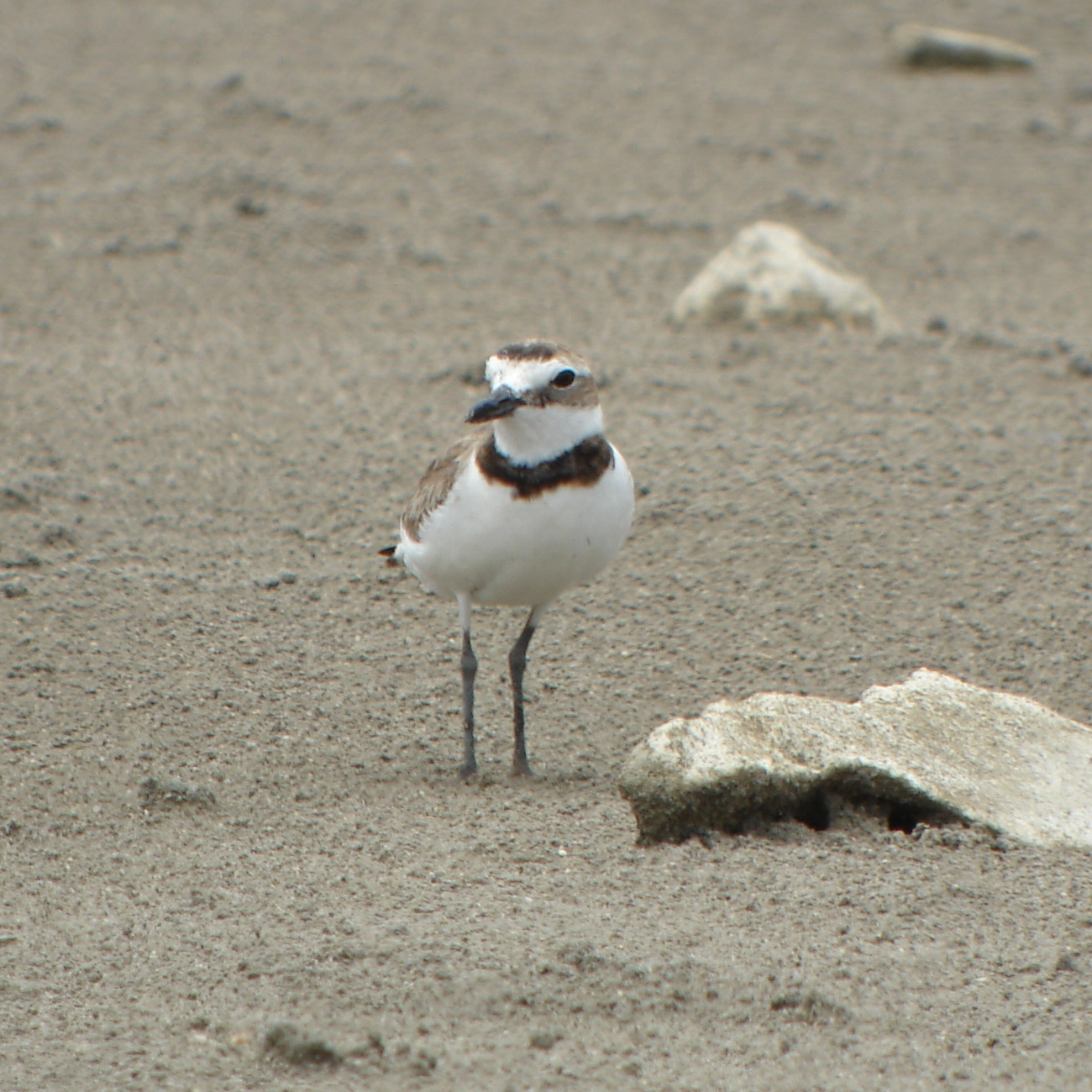
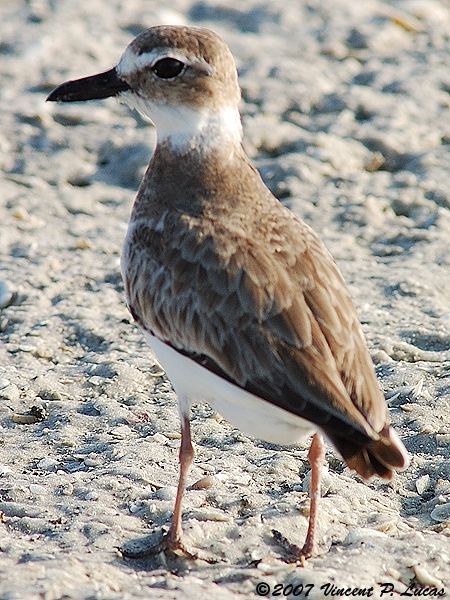
Adult i vinterdräkt fotograferad i mars

## Utbredning och systematik
Tjocknäbbad strandpipare delas in i tre underarter med följande utbredning:
- Anarhynchus wilsonia wilsonia – häckar i kustnära områden i östra USA, Belize och Västindien; övervintrar så långt som till Surinam
- Anarhynchus wilsonia beldingi – förekommer längs Stillahavskusten från Baja California till södra Peru
- Anarhynchus wilsonia cinnamominus – förekommer i kustnära norra Sydamerika, från Colombia till Franska Guyana samt på öarna Aruba och Bonaire i Nederländska Antillerna, Isla Margarita och Trinidad
- Anarhynchus wilsonia crassirostris – kustnära nordöstra Brasilien, från Amapá till Bahia

Tjocknäbbad strandpipare är en av få vadare med utbredning i Nordamerika som ännu ej påträffats i Europa.

### Släktestillgörighet
Tjocknäbbad strandpipare placeras traditionellt, liksom de flesta pipare, i det stora släktet Charadrius. Flera genetiska studier har dock visat att arterna i släktet inte är varandras närmaste släktingar. Istället är en stor grupp strandpipare, däribland tjocknäbbad strandpipare, närmare släkt med vipor i Vanellus och andra udda pipare som australiska inlandspiparen (Peltohyas australis) och arten snednäbb i Nya Zeeland (Anarhynchus frontalis) än med typarten för släktet större strandpipare.  Tongivande Clements m.fl. implementerade 2023 dessa resultat i sin systematik, vilket medfört att denna grupp lyfts ur Charadrius och istället förenats med snednäbben i släktet Anarhynchus. Inom gruppen står tjocknäbbad strandpipare närmast svartkronad strandpipare. 

## Levnadssätt
Tjocknäbbad strandpipare är starkt kustbunden och födosöker på stränder huvudsakligen efter vinkarkrabbor, men kan också inta insekter och havsborstmaskar. Fågeln häckar från april till början av juli. Boet består av en uppskrapad grop direkt på marken. Den lägger i genomsnitt tre ägg som ruvas i 23-24 dagar av båda föräldrarna.

## Status och hot
Arten har ett stort utbredningsområde och en stor population, men tros minska i antal, dock inte tillräckligt kraftigt för att den ska betraktas som hotad. IUCN kategoriserar därför arten som livskraftig (LC). En undersökning från 2012 uppskattade att populationen i USA endast uppgår till 8600 individer, med ytterligare 6000 individer i östra Mexiko och Västindien.

## Namn
Sitt artepitet wilsoni har den fått för att hedra Alexander Wilson (1766-1813), en skotsk-amerikansk naturforskare som brukar kallas för den amerikanska ornitologins fader.